# RCTI
RCTI (Rajawali Citra Televisi Indonesia) est un réseau de chaînes télévisées indonésiennes basé à Jakarta fondé en 1989 et filiale du groupe Media Nusantara Citra (MNC), détenu par le conglomérat MNC Corporation.

## Gallery

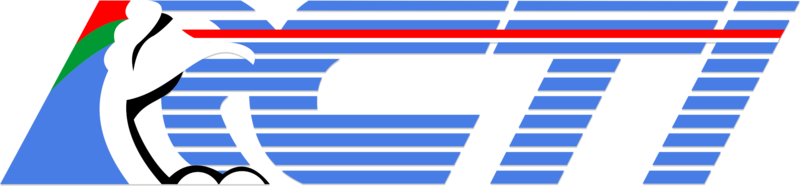
Logo de RCTI 1998-1993
Logo de RCTI 1993-200
Logo de RCTI 2000-2015

## Histoire
Le 6 novembre 1988, le groupe public TVRI a perdu son monopole d'état sur la diffusion télévisuelle et a permis des diffuseurs privés. RCTI a été lancée le 24 août 1989 au matin par le président Soeharto comme premier réseau de télévision terrestre privé avec une seconde officialisation le soir par le ministre de l'information Harmoko (en). La diffusion initiale concerne la région de Jakarta et est une chaîne de télévision payante puis, un an plus tard, une licence nationale est accordée à RTI.
En 2003, Media Nusantara Citra prend le contrôle de RCTI avec l'achat de Global Mediacom.